# Lona

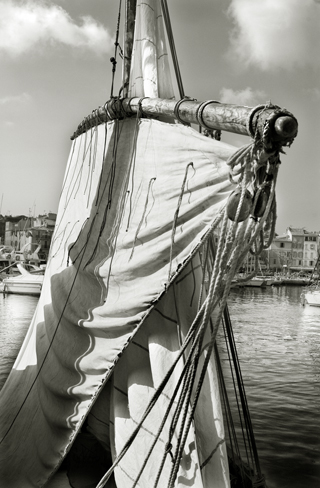
Vela de lona

La lona, és una tela de cotó pesada o de teixit lli. El llenç de lona està teixit estrenyent més que en el cas del canemàs. La lona de cotó és un teixit molt pesat que s'utilitza en una àmplia gamma d'aplicacions, des de bosses de moda i sabatilles esportives a altres funcions on cal robustesa com en la fabricació de veles, cobertes en general, envelats, marquesines, motxilles, tendes de campanya i sacs terrers.
Les tires de lona de cotó van ser l'origen de la cinta adhesiva, registrada a l'Oxford English Dictionary com a ús des de 1899 (vegeu cinta adhesiva ). El teixit de lona, tractat amb cera, es pot fer impermeable (vegeu cotó encerat). També és popularment utilitzada en productes que van des de la superfície de pintura en els llenços d'artista el suport de certs esports: llit elàstic, terra del quadrilàter de lluita.
La lona moderna és generalment de cotó, encara que històricament, era a base de cànem i, com s'ha dit abans, també hi ha lona de lli, tot i que s'utilitza menys. Es diferencia d'altres teixits de cotó pesants, com el denim, en ser de teixit simple en lloc de sarja, es teixeix amb dos fils junts a l'ordit i un sol fil a la trama. Històricament, els soldats britànics i francesos que servien als tròpics portaven uniformes blancs fets de tela de cotó o de lli amb aquest nom. La lona està disponible en dos tipus bàsics: pla i "duck". Els fils del tipus duck estan teixits més atapeïts. El terme duck ve de la paraula neerlandesa doek, que vol dir «tela».

## Classificació

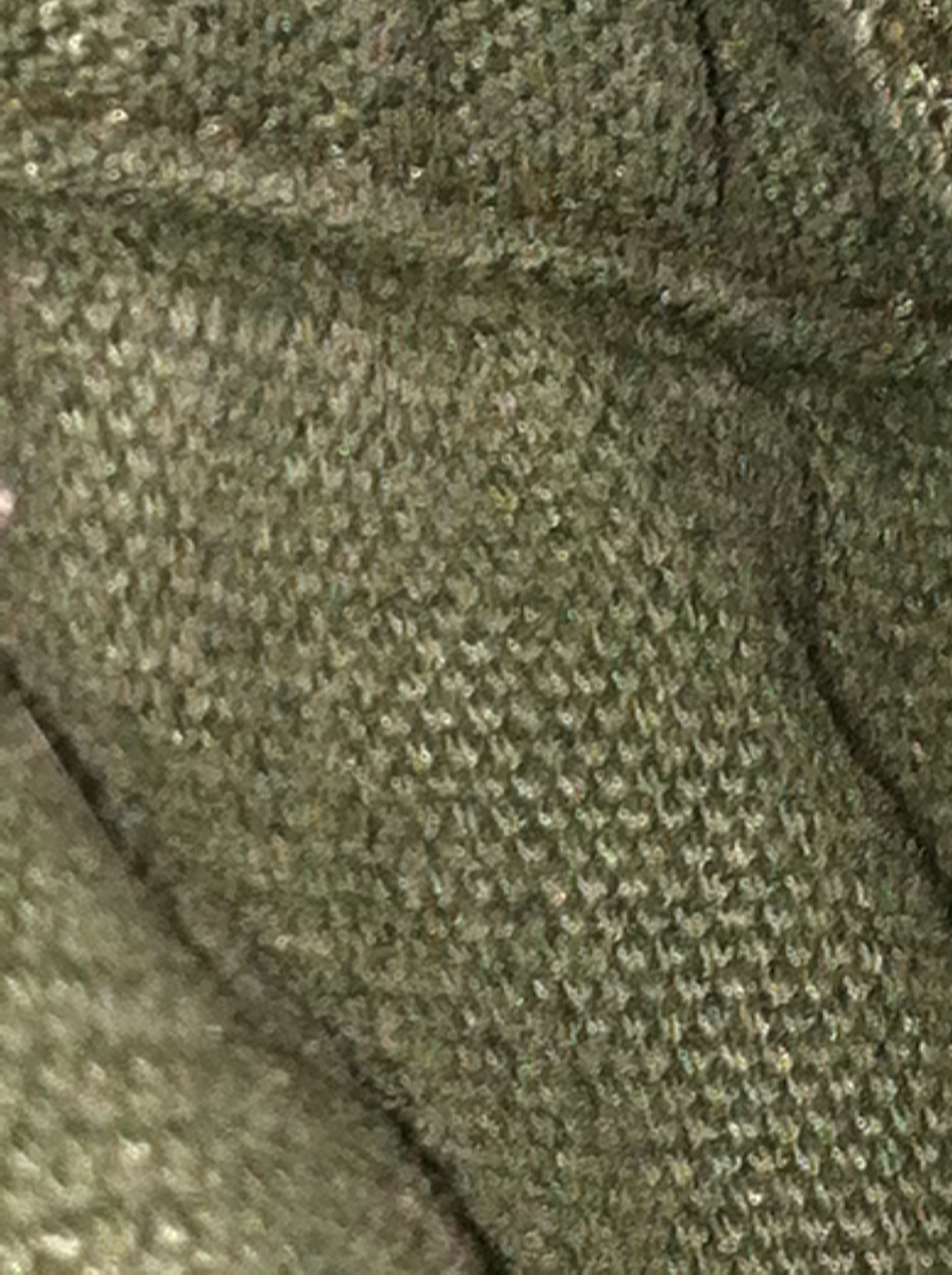
Primer pla que mostra el teixit

Als Estats Units, la lona (cotton duck) es classifica de dues maneres: en pes (unces per iarda quadrada) i per un sistema numèric de classificació amb els nombres en sentit invers del pes, sent el grau 1 el més pesat i el grau 12 la varietat més lleugera. (un nombre 10 de lona és més lleuger que el nombre 4.) .
El sistema de classificació que s'utilitza avui dia data de la dècada de 1920. Un sistema de classificació numerat per a la lona va ser implementat per la Cotton Duck Association i el Departament de Comerç dels Estats Units quan van sorgir discrepàncies amb diverses especificacions i qualitats del material. En un document tècnic titulat "Desenvolupament de l'Especificació Estàndard de la Tela de Cotó Numerada",  l'Oficina Nacional de Normes del Departament va establir un conjunt d'especificacions acceptables per al fabricant i el consumidor.

### Classificació en unces
Segons el Departament de Comerç , el número de la lona es basa en el següent càlcul: Número de la lona = 19 − (Pes per yarda lineal de 22 polzades d'ample en unces)." Aquest sistema de numeració s'utilitza per descriure els diversos pesos de la lona, basat en el pes d'una peça de 36 per 22 polzades (91 cm × 56 cm). Els pesos inferiors a 19 unces s'anomenen tela numerada. Els superiors a 19 unces s'anomenen tela nul·la. El grau de la tela numerada es refereix al nombre d'unces restades de 19 per a una peça de tela de 36 per 22 polzades. Per exemple, una peça de tela numerada No. 8 amb dimensions de 36 per 22 polzades pesa 11 unces (310 g) (19 − 8 = 11).
- Núm. 1 (18 oz): hamaques, bressols, bosses de sorra

- Núm. 2 (17 oz): protectors d'escotilla
- Núm. 3 (16 oz): bosses resistents
- Núm. 4 (15 oz): bosses de mar
- No. 5 (14 oz): roba de treball pesada
- Núm. 6 (13 oz): cobertes grans per a vaixells, roba de treball pesada
- Núm. 8 (11 oz): roba de treball, bosses de roba
- Núm. 10 (9 oz): roba de treball, cortines de dutxa
- Núm. 12 (7 oz): roba lleugera

### Classificació en oz/yarda quadrada
Hi ha diversos tipus de lona: lona impermeable, lona resistent a l'aigua, lona a prova de foc, lona tenyida, banda de lona, lona d'impressió, a part d'això, existeixen noms tradicionals que es fan servir rarament avui dia. Tanmateix, hi ha sovint confusió quan es tracta de relacionar els pesos i la classificació correcta del número de lona (cotton duck). La taula següent representa amb precisió el pes i la classificació del número de lona per yarda quadrada en lloc de per yarda lineal de 22 polzades d'ample.Núm. 1 (30 oz/yd ² o 1.000 g/m2): revestiments de sòls i parets, absorció acústica, fundes d'equips, bosses pesades, contenidors d'emmagatzematge.
- Núm. 2 (28 oz/yarda quadrada o 950 g/m2): paulins d'eclosió
- Núm. 3 (26 oz/yarda quadrada o 880 g/m2): bosses nàutiques
- Núm. 4 (24 oz/m² o 810 g/m2): roba de treball resistent, hamaques, bosses de sorra, cadires de director, estores individuals, cinturons
- Núm. 5 (23 oz/yarda quadrada o 780 g/m2): roba de treball pesada
- Núm. 6 (21 oz/yarda quadrada o 710 g/m2): bosses d'utilitat, estores individuals, cinturons
- Núm. 8 (610 g/m2 o 610 g/m2): motxilles, draps pintats, tendes de campanya, lones, tendals, roba de treball, bosses de roba
- Núm. 10 (500 g/m2 o 500 g/m2): llenç de pintura, murals, cortines de dutxa, draps pintats, hamaques, roba
- Núm. 12 (390 g/m2 o 390 g/m2): llenç estirat de pintura, fundes per a mobles, roba lleugera

## Exemples

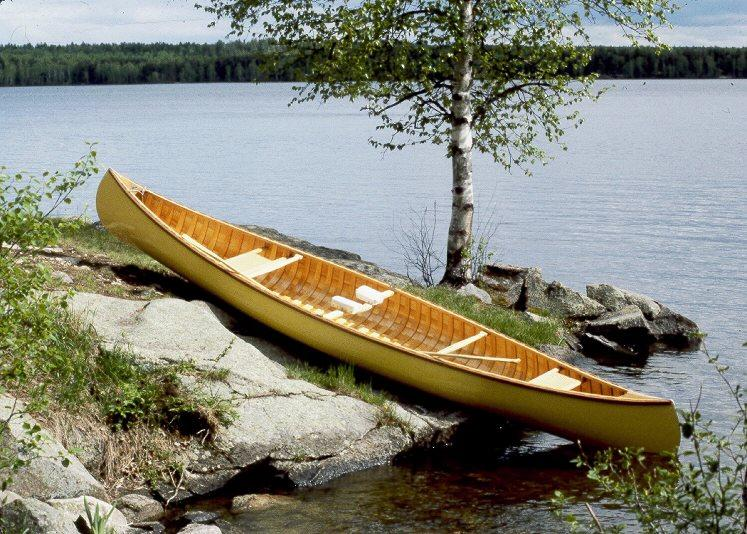
Canoa de lona i fusta
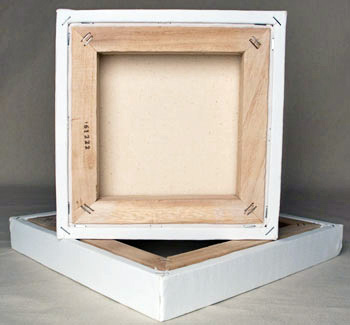
Llenç reforçat